# 楊斯捷
楊斯捷（絲童）（英語：Phoebe Yeung；1991年4月24日—），香港女歌手，出道前曾為婚禮歌手，組過樂隊，參加不少歌唱比賽，於2011年，她在內地歌唱比賽《麥王爭霸》拿了第四名。2016年到港發展，正式簽了「天盟娛樂」，一圓歌手夢。

## 音樂作品

### 單曲
| 單曲 | 單曲名稱                                                 | 發行日期 |
| ---- | -------------------------------------------------------- | -------- |
| 1st  | 《痴戀》（粵語）                                         | 2016/7   |
| 2nd  | 《漂流愛情》（國語、英語）（Michael Learns To Rock合唱） | 2017/4   |
| 3rd  | 《Eternal Love》（英語）（Michael Learns To Rock合唱）   | 2017/7   |
| 4th  | 《不說再見》（粵語）                                     | 2017/8   |
| 5th  | 《不說再見》（國語）                                     | 2017/8   |
| 6th  | 《枷鎖》（粵語）                                         | 2018/1   |
| 7th  | 《面目全非》（國語）                                     | 2018/1   |
| 8th  | 《Bon Bon Bon》（國語）                                  | 2019/4   |
| 9th  | 《黑白鍵》（國語）                                       | 2020/3   |

## 演出经验
- 2013年组成女子乐队「信仰」，同名歌曲《信仰》为中国城市微电影开幕主题曲于北京开场演出
- 2016年1月23日作为天盟娱乐艺人参加陈欣健先生生日演出嘉宾
- 2011-2015年曾于广州番禺1881年、广州88、长沙D1、中山英菲、广西梧州加加、深圳莉莉
- 2016/2017/2019年长沙音乐节表演嘉宾

## 獎項
- 2011年麥王爭霸粵語歌唱比賽第四名[2]
- 2012年組成（奇翼果手機樂隊）獲香港新城國語力最佳樂團獎
- 2016年勁歌王最佳新晉歌手（內地）
- 2016年廣馬音樂節：《最佳新人》
- 2016年第二屆廣東演藝傳媒大獎暨頒獎盛典：《樂壇飛躍新人》
- 2017年顺德佛山电台【俊情K歌曲排行榜颁奖礼】：“最佳原创歌曲”
- 2018年《中国音乐流行榜》：全民最爱百变金曲奖《面目全非》
- 2018年顺德佛山电台【俊情K 歌排行榜颁奖礼】：《原创歌曲奖》- 《面目全非》
- 先锋金曲：《面目全非》

## 外部連結
- Facebook專頁
- 新浪微博